# نمایشگر نقطه کور

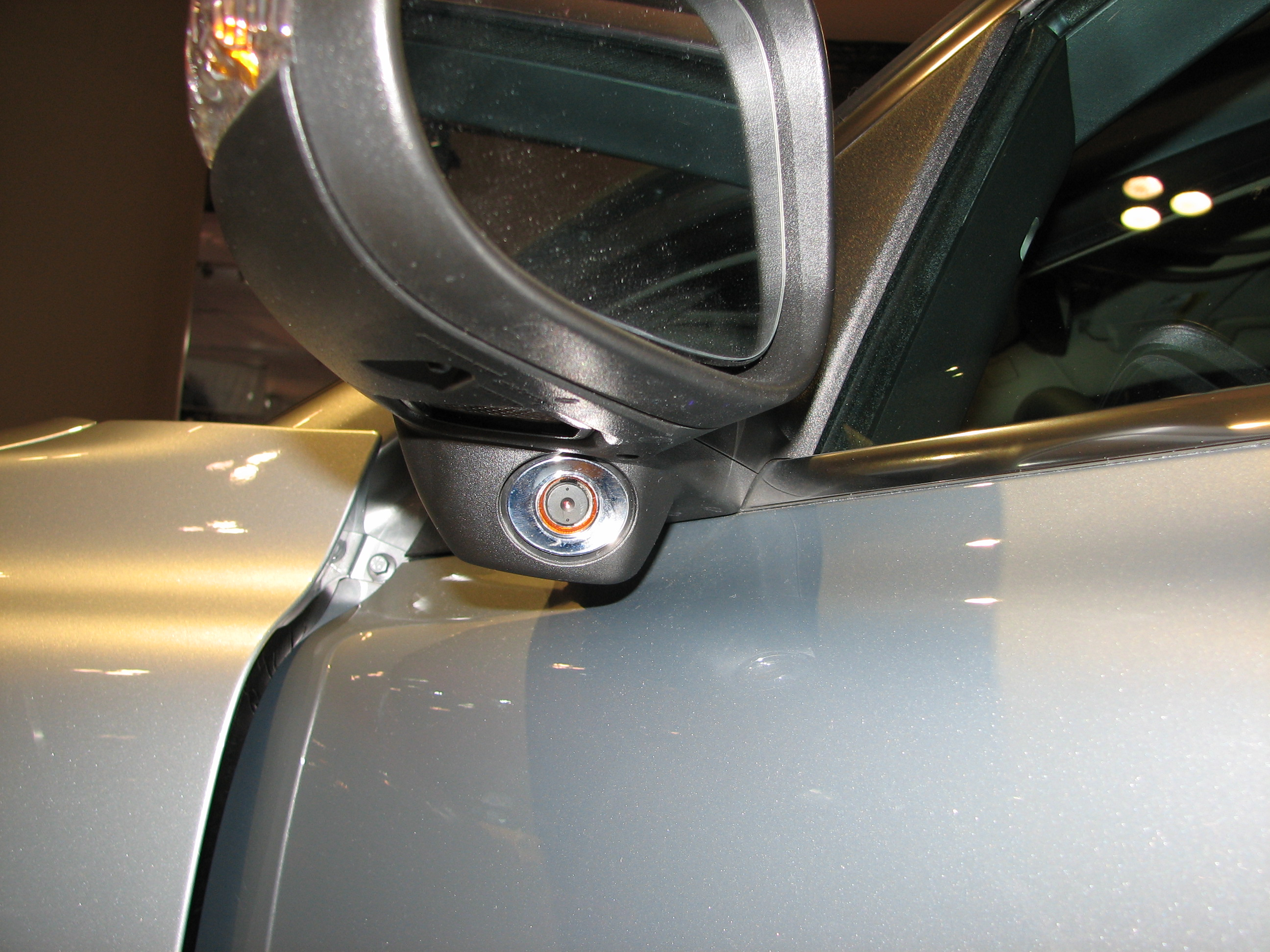
حسگر چشمی تشخیص نقطه کور بر روی آینه‌های جانبی

نمایشگر نقطه کور (انگلیسی: Blind spot monitor) یک دستگاه حسگر مورد استفاده در وسایل نقلیه است که وجود وسایل نقلیهٔ دیگر در سمت راننده و پشت خودرو را شناسایی می‌کند. هشدارهای این سامانه می‌توانند به‌صورت دیداری، شنیداری، نوسانی یا لامسه‌ای باشند.
نمایشگرهای [[نقطه کور وسیله نقلیه|نقطه کور]] گزینه‌های قابل انتخابی هستند که می‌توانند به‌غیر از نمایش فضای جانبی و پشت وسیله نقلیه، کارایی‌های دیگری نیز داشته‌باشند. این سامانه‌ها ممکن است شامل «هشدار عبور ترافیک» باشند «که رانندهٔ در حال خروج از فضای پارکینگ را از نزدیک‌شدن خودروهای عبوری از طرفین آگاه می‌کنند».